# 夏海公司
夏海公司（1974年—），日本輕小說作家，出身於兵庫縣。大學畢業後曾當過系統工程師。以《葉櫻到來的夏天》得到第14回電擊小說大獎選考委員獎勵獎。

## 作品
- 叶樱到来的夏天（日语：葉桜が来た夏）（全5冊）（電撃文庫，ASCII Media Works）
- 奋斗吧！系统工程师（なれる!SE）（全16冊）（電撃文庫，ASCII Media Works）
- 飛翔吧！戰機少女（ガーリー・エアフォース）（9冊未完）（電撃文庫，ASCII Media Works）

## 外部連結
- （日語） SuperDash文庫網站刊載的散文